# Districtul Jiulong

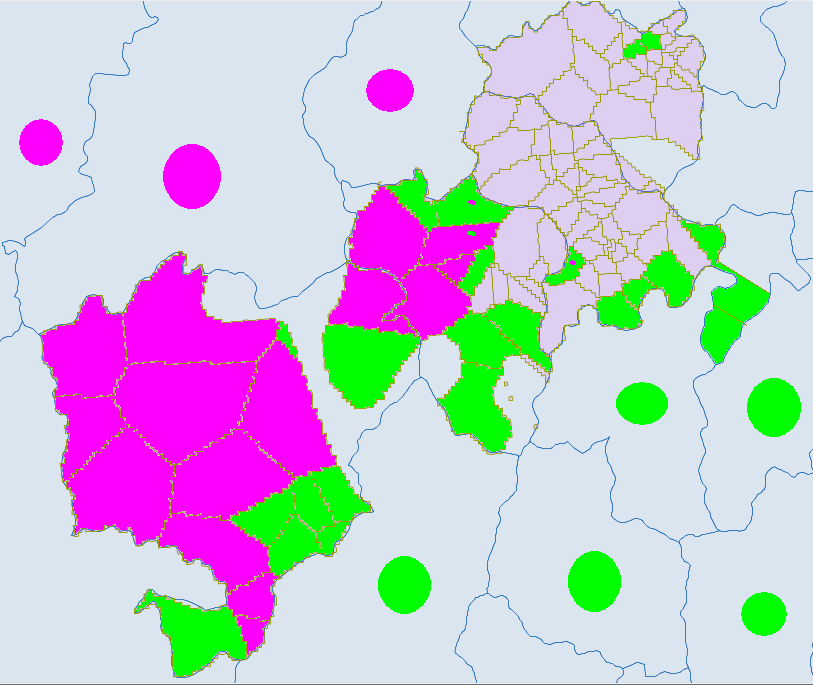
Minorități în centrul provinciei Sichuan: verde deschis - yi și roz - tibetani.

Districtul Jiulong (în chineză simplificată: 九龙县; chineză tradițională: 九龍縣), denumit în tibetană Districtul Gyézil (în tibetană བརྒྱད་ཟིལ། / བརྒྱད་ཟུར།, în transliterarea Wylie: brgyad zil / brgyad zur), este un district în sud-estul prefecturii autonome tibetane Garzê din provincia Sichuan a Chinei. Conține 1 oraș și 17 comune și are o populație de 52.000 de locuitori, în principal de etnie tibetană, han și Yi.

## Geografie
Datorită altitudinii sale, districtul Jiulong are un climat subtropical de înălțime (Köppen Cwb), cu puternice influențe musonice; iernile sunt înghețate și verile calde cu ploi dese. Temperatura medie lunară variază de la 1,1 °C (34,0 °F) în decembrie și ianuarie până la 15,1 °C (59,2 °F)     în iulie, în timp ce media anuală este de 8,93 °C (48,1 °F). Peste 75% din precipitațiile anuale de 786 milimetri cad din iunie până în septembrie. Cu un procent lunar posibil de zile însorite ce variază de la 32% în iulie la 58% în ianuarie, districtul are parte de 1.983 de ore însorite anual. Variația temperaturii diurne este mare, în medie 14,4 °C (25,9 °F) anual.
| Date climatice pentru Jiulong County (1971−2000) | Date climatice pentru Jiulong County (1971−2000) | Date climatice pentru Jiulong County (1971−2000) | Date climatice pentru Jiulong County (1971−2000) | Date climatice pentru Jiulong County (1971−2000) | Date climatice pentru Jiulong County (1971−2000) | Date climatice pentru Jiulong County (1971−2000) | Date climatice pentru Jiulong County (1971−2000) | Date climatice pentru Jiulong County (1971−2000) | Date climatice pentru Jiulong County (1971−2000) | Date climatice pentru Jiulong County (1971−2000) | Date climatice pentru Jiulong County (1971−2000) | Date climatice pentru Jiulong County (1971−2000) | Date climatice pentru Jiulong County (1971−2000) |
| Luna                                             | Ian                                              | Feb                                              | Mar                                              | Apr                                              | Mai                                              | Iun                                              | Iul                                              | Aug                                              | Sep                                              | Oct                                              | Nov                                              | Dec                                              | Anual                                            |
| ------------------------------------------------ | ------------------------------------------------ | ------------------------------------------------ | ------------------------------------------------ | ------------------------------------------------ | ------------------------------------------------ | ------------------------------------------------ | ------------------------------------------------ | ------------------------------------------------ | ------------------------------------------------ | ------------------------------------------------ | ------------------------------------------------ | ------------------------------------------------ | ------------------------------------------------ |
| Maxima medie °C (°F)                             | 11.6 (52,9)                                      | 13.3 (55,9)                                      | 16.4 (61,5)                                      | 18.9 (66)                                        | 21.0 (69,8)                                      | 21.3 (70,3)                                      | 21.4 (70,5)                                      | 21.2 (70,2)                                      | 19.2 (66,6)                                      | 17.3 (63,1)                                      | 14.3 (57,7)                                      | 11.8 (53,2)                                      | 17,3 (63,1)                                      |
| Minima medie °C (°F)                             | −6.6 (20,1)                                      | −4.5 (23,9)                                      | −1.3 (29,7)                                      | 2.1 (35,8)                                       | 6.4 (43,5)                                       | 10.1 (50,2)                                      | 11.0 (51,8)                                      | 10.5 (50,9)                                      | 9.2 (48,6)                                       | 5.2 (41,4)                                       | −1.2 (29,8)                                      | −5.8 (21,6)                                      | 2,9 (37,3)                                       |
| Precipitații mm (inches)                         | 2.6 (0.102)                                      | 3.9 (0.154)                                      | 15.0 (0.591)                                     | 43.5 (1.713)                                     | 89.8 (3.535)                                     | 189.5 (7.461)                                    | 195.9 (7.713)                                    | 139.1 (5.476)                                    | 154.5 (6.083)                                    | 56.0 (2.205)                                     | 10.8 (0.425)                                     | 2.1 (0.083)                                      | 902,7 (35,539)                                   |
| Umiditate [%]                                    | 43                                               | 42                                               | 44                                               | 54                                               | 63                                               | 75                                               | 79                                               | 77                                               | 79                                               | 72                                               | 61                                               | 50                                               | 61,6                                             |
| Nr. de zile cu precipitații (≥ 0.1 mm)           | 2.2                                              | 3.3                                              | 8.0                                              | 13.8                                             | 18.4                                             | 24.5                                             | 26.1                                             | 24.1                                             | 23.2                                             | 13.9                                             | 5.9                                              | 2.2                                              | 165,6                                            |
| Ore însorite                                     | 186.8                                            | 173.3                                            | 189.0                                            | 181.7                                            | 183.8                                            | 144.2                                            | 138.0                                            | 140.0                                            | 129.4                                            | 161.7                                            | 174.1                                            | 181.4                                            | 1.983,4                                          |
| Sursă: China Meteorological Administration       |                                                  |                                                  |                                                  |                                                  |                                                  |                                                  |                                                  |                                                  |                                                  |                                                  |                                                  |                                                  |                                                  |

## Demografie
Populația districtului era de 49.294 locuitori în 1999.

## Legături externe
- zh  Site-ul administrației Arhivat în 20 decembrie 2007, la Wayback Machine.
- zh  Pagină descriptivă Arhivat în 3 iulie 2009, la Wayback Machine.